# Vagaj (villaggio)
Vagaj (in russo Вагай?) è un villaggio della Russia asiatica nell'oblast' di Tjumen'; è il centro amministrativo del rajon Vagajskij.
Si trova alla confluenza del fiume Vagaj nell'Irtyš, a nord-est di Tjumen'.